# Vilhelm Moberg

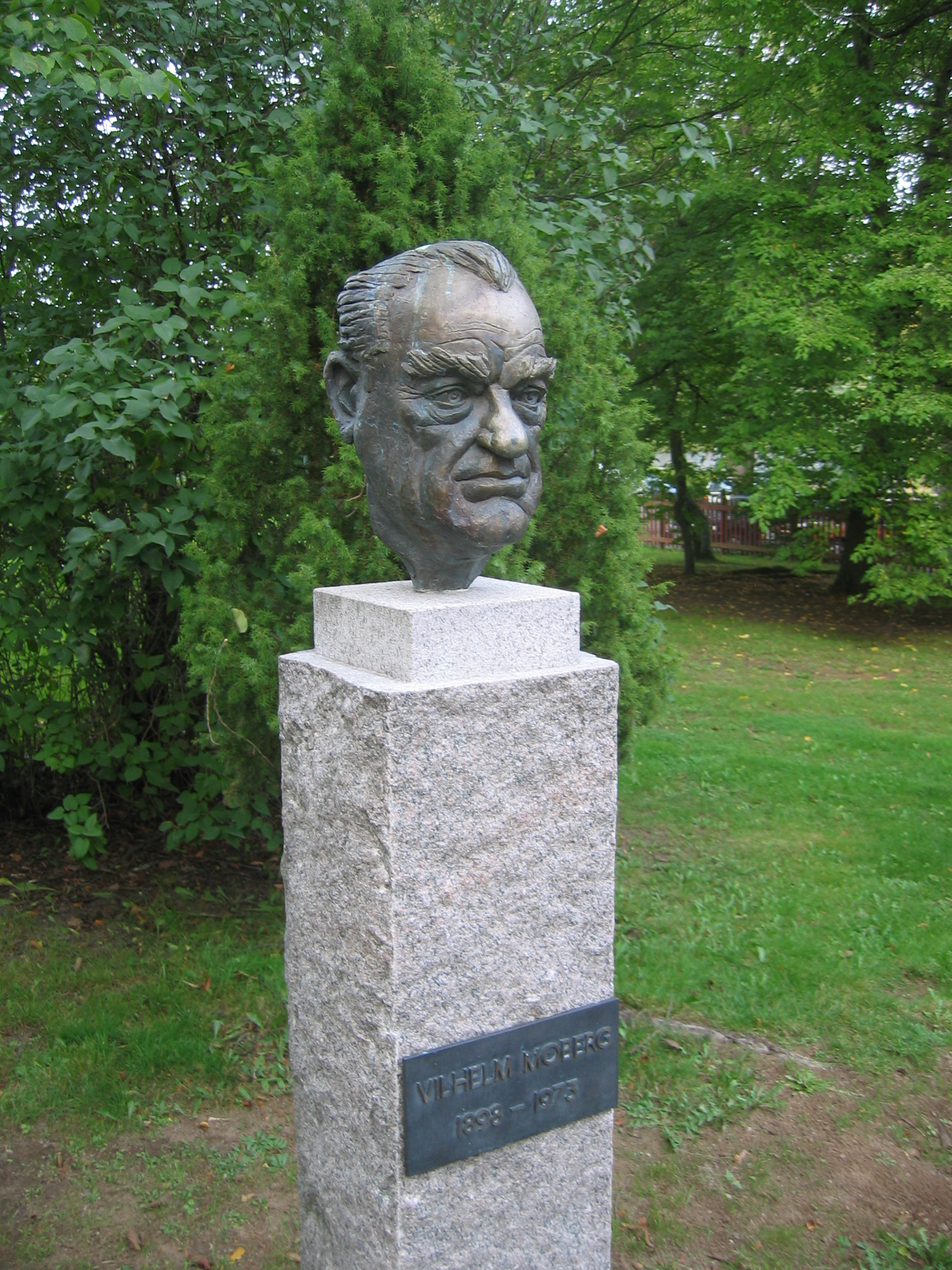
Bustul lui Vilhelm Moberg în Växjö

Karl Artur Vilhelm Moberg (n. 20 august 1898 la Småland - d. 8 august 1973 la Grisslehamn, Norrtälje) a fost un scriitor și istoric suedez. Este cunoscut pentru seria de romane Emigranții.
Romanele sale prezintă o solidă motivare psihologică, configurând realist aspectele sociale, politice și economice ale vieții celor defavorizați.

## Scrieri
- 1935: Sänkt sedebetyg ("Certificat murdar de bună conduită");
- 1937: Sömnlös ("Insomnie");
- 1938: Jungfrukammare ("Odaia fecioarei");
- 1939: Giv oss jorden! ("Dați-ne pământ!");
- 1946: Rid i natt! ("Călărește în noaptea aceasta");
- 1949: Utvandrarna ("Emigranții");
- 1952: Den gamla riket ("Vechiul regat");
- 1954: Bönder på havet ("Țărani pe mare").